# Provider Backbone Bridge
Dans le domaine des télécommunications, Provider Backbone Bridge (PBB), également connu sous le nom de « MAC in MAC » (MiM), est un protocole de communication qui repose sur des extensions à la technologie Ethernet. Il est utilisé principalement dans les segments accès et métropolitain des réseaux de nouvelle génération des fournisseurs de services de télécommunications. Spécifié par l'IEEE dans la norme 802.1ah, il fournit un modèle d'interconnexion pour les domaines « Q in Q » définis précédemment dans la norme IEEE 802.1ad (Provider Bridging). 

## Buts et motivations
Ethernet est le protocole de communication de niveau 2 le plus fréquemment utilisé par les entreprises dans leur réseau informatique. Le concept de Virtual LAN (VLAN) (voir spécification IEEE 802.1Q) permet de séparer logiquement différents types de flux sur le même réseau physique Ethernet. Le principe est d'ajouter une balise VLAN dans la trame Ethernet, dont la taille en octets permet de désigner jusqu'à 4.096 réseaux logiques, ce qui est en général très suffisant pour la plupart des applications en entreprise. 
Les fournisseurs de services de télécommunications utilisent aussi Ethernet de plus en plus fréquemment dans les Réseaux de Nouvelle Génération, en particulier dans les segments d’accès et métropolitains. Diverses solutions dites "Ethernet de classe opérateur" ont été proposées par l'IEEE, l'IETF et d'autres instances de normalisation afin de répondre aux contraintes spécifiques de cet environnement. Le réseau, mutualisé, sert à fournir différents types de services à différents types de populations de clients. L'opérateur ajoute sa propre balise IEEE 802.1Q à la trame Ethernet du client selon un mécanisme d'empilement de VLAN (« stacked VLAN »), également connu sous le nom de « Q in Q » (voir spécification "Provider Bridging" IEEE 802.1ad). Il est possible de définir jusqu'à 4.094 instances de services par domaine « Q in Q ». Dans beaucoup de cas, cette valeur représente une limitation pour l'opérateur car elle ne permet pas de supporter de manière confortable les prévisions d'évolution du réseau en ce qui concerne le nombre d'abonnés, de nombre de plaques métropolitaines et de nombre de services (services aux entreprises, IPTV, réseau mobile, etc.). 
Le but de « Provider Backbone Bridge » (« PBB », spécification IEEE 802.1ah), également appelé « MAC in MAC », est d'améliorer le potentiel évolutif de la solution « QinQ ». Il permet de supporter jusqu'à plusieurs millions instances de service par plaque métropolitaine, en allouant physiquement un espace d'adressage plus important dans la trame Ethernet. De plus, PBB réduit le nombre d'états que le réseau a à maintenir et il améliore la sécurité en séparant clairement le domaine d'adressage du client de celui de l'opérateur.